# Mästerkatten (film)
För andra betydelser, se Mästerkatten.
Mästerkatten (originaltitel: Puss in Boots) är en amerikansk datoranimerad filmkomedi, regisserad av Chris Miller. Filmen hade premiär den 28 oktober 2011. Filmen är en spinoff av Shrek och handlar om figuren Mästerkatten som först dök upp som en bifigur i Shrek 2. Den kan ses i 2D, Digital 3D och IMAX 3D. 2011 fick filmen en oscarsnominering i kategorin bästa animerade film.
I Sverige hade Mästerkatten premiär den 3 februari 2012.

## Handling
Filmen handlar om Mästerkattens ungdom då han slog sig ihop med mästerhjärnan Humpty Dumpty och den handlingskraftiga och förföriska Kitty Mjuktass, kattkvinnan vars tassar är så mjuka att ingen märker henne när hon stjäl, för att stjäla den berömda Gåsen som lägger gyllene ägg.

## Röster (i urval, original)
- Antonio Banderas – Mästerkatten
- Salma Hayek – Kitty Mjuktass
- Zach Galifianakis – Humpty Alexander Dumpty
- Billy Bob Thornton – Jack
- Amy Sedaris – Jill
- Constance Marie – Imelda
- Guillermo del Toro – Mustache Man, Kommendanten
- Bob Joles – Giuseppe
- Robert Persichetti, Jr. – the Ohhh Cat
- Mike Mitchell – Andy Beanstalk
- Latifa Ouaou – Galna kvinnan

## Svenska röster (i urval)
- Rafael Edholm – Mästerkatten
- Lina Hedlund – Kitty Mjuktass
- Kim Sulocki – Humpty Alexander Dumpty
- Claes Ljungmark – Jack
- Anki Albertsson – Jill
- Sharon Dyall – Imelda
- Victor Criado – Kommendanten
- Andreas Nilsson[6] – Gammal fånge

### Övriga röster
- Junior Fagerlund
- Annica Smedius
- Figge Norling
- Johan Wahlström
- Dick Eriksson
- Oscar Harryson
- Maria Rydberg
- Axel Karlsson
- Alice Sjöberg Brise
- Peter Hellström
- Miguel Pizarro Diaz
- Sander Worton

## Recensioner
Rotten Tomatoes rapporterade att 83 procent, baserat på 137 recensioner, hade gett filmen en positiv recension och satt ett genomsnittsbetyg på 7,1 av 10.

## Spel
- 20 oktober 2011 släppte DreamWorks och Halfbrick en ny version av det populära spelet Fruit Ninja för Iphone, Ipod Touch och Ipad.[8] I spelet spelar man som Mästerkatten som ska skära frukter.
- Ett spel baserad på filmen, släpptes den 25 oktober 2011 för Xbox 360, Playstation 3, Wii och Nintendo DS.

## Bilder

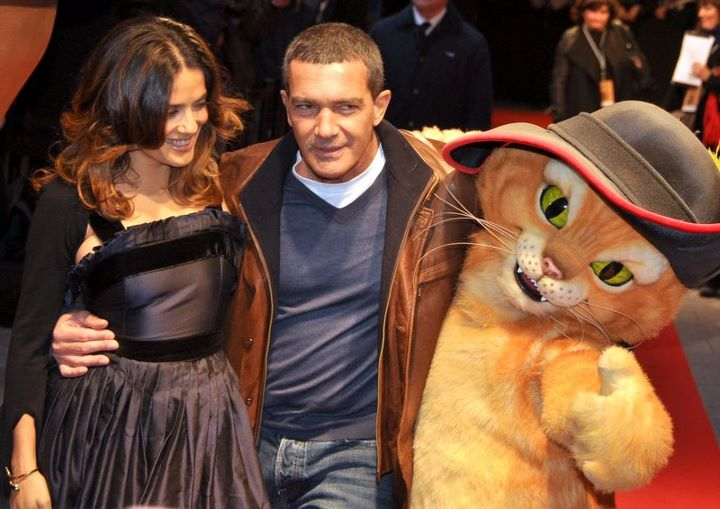
Salma Hayek och Antonio Banderas.
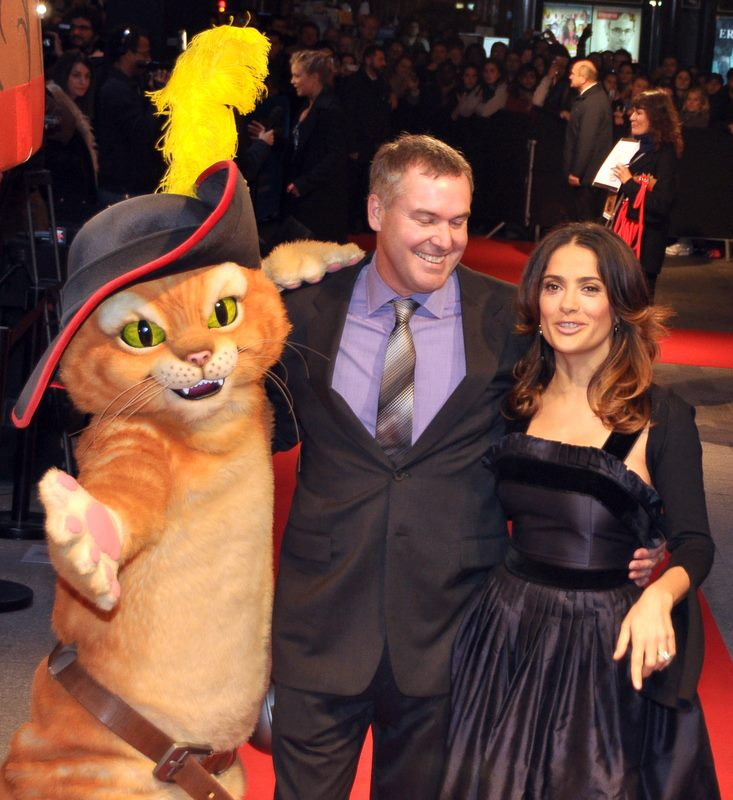
Regissören Chris Miller och Salma Hayek.
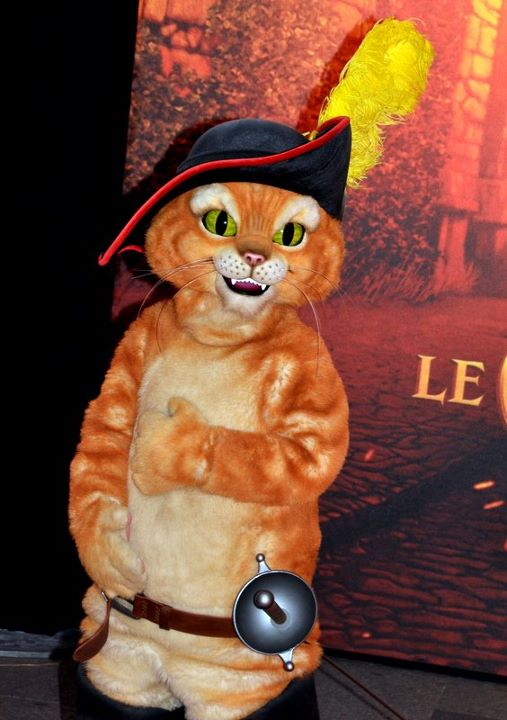
En person som är utklädd till Mästerkatten.